# Space 1.8
《Space 1.8》은 벨기에 출신의 음악가 날라 시네프로의 첫 정규 음반이다. 2021년 9월 3일 워프 레코즈를 통해 발매되었다. 청소년기 시절에 턱에 생긴 종양으로 수술을 해야 했던 시네프로가 일종의 치료 과정이라고 생각하며 만든 음반으로서 주파수와 인체의 영향에 관한 여러 가지 개념들을 실험하거나 응용하였다. 2018년부터 2019년까지 자신의 집과 핑크 버드 스튜디오를 드나들며 작업하였으며, 동료이자 같은 런던 재즈 신에서 활동하는 누비야 가르시아, 에디 힉 등의 음악가가 참여하였다.
앰비언트와 재즈의 결합과 더불어 스피리추얼 재즈, 필드 리코딩, 일렉트로어쿠스틱 등의 요소가 들어가 있는 《Space 1.8》은 앨리스 콜트레인 및 파로아 샌더스, 후자가 참여한 같은 해에 발매된 《Promises》 등 다른 재즈 음악가 및 작품을 떠올리게 한다는 평가를 들었으며, 일부 평론가들은 음반의 특징에 대하여 "앰비언트 재즈", "코스믹 재즈"라는 용어를 사용하기도 했다.
《Space 1.8》은 데뷔 작품임에도 경험이 풍부한 작곡가만큼 뛰어나다는 평을 듣는 등 평론가들로부터 큰 호평을 받았으며, 피치포크, 모조, 와이어 등 여러 매체의 연말 결산 목록에 이름을 올렸다. 또한 벨기에의 울트라톱 플랑드르 음반 차트에서 128위를 기록하고, 영국의 인디 앨범 차트에서도 19위까지 진입하였다.

## 배경 및 작업

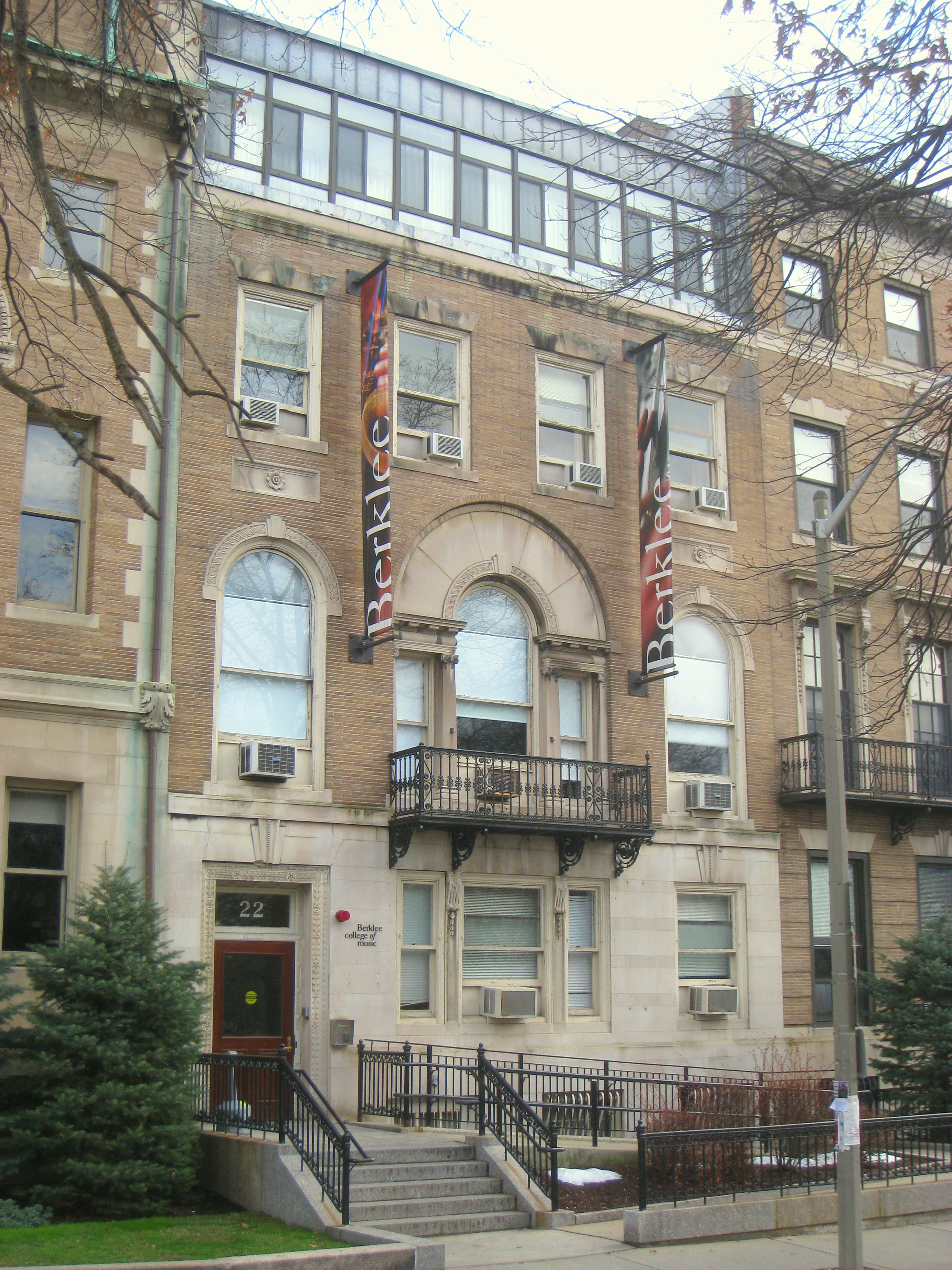
시네프로가 1년 동안 재학했던 버클리 음악 대학의 사진.

날라 시네프로는 브뤼셀에서 지내던 청소년기에 턱에 종양이 생겼고, 이로 인해 수술로 종양을 제거하였다. 수술 후 몇 달 동안 쾌락주의에 빠져 일탈의 일종으로 전자 음악에 관심을 가지기 시작했고, 브뤼셀의 클럽에서 하드코어한 사운드를 탐구하기 시작하였다. 한편 전자 음악에 관심을 들이면서 학교생활과는 거리가 멀어졌고, 결국 브뤼셀의 예술 학교에 진학하게 되었다. 시네프로는 그곳에서 처음으로 하프를 처음 접하게 되었고, 2년 동안 친구의 하프를 빌리며 가족에게 소식을 알리지 않은 채 악기 연습을 했다. 시간이 지나면서 하프에 대한 마음이 "개인적인 집착"으로 이어지게 되었고, 스페인의 여름 재즈 캠프에 참여하였을 때 캠프의 선생이 버클리 음악 대학으로의 진학을 추천했다. 하지만 시네프로는 버클리의 끊임없는 필수 자격 요건 요구로 인해 더욱 실용적인 라이브 사운드 엔지니어에 관심을 기웃거리기 시작했고, 결국 시네프로는 1년 만에 학교를 자퇴하고 2017년 런던으로 거처를 옮겼다.
시네프로는 런던에서 작곡을 공부하기 위해 새 대학교에 입학했지만 해당 학교의 유색인종의 부재와 체계화되어 있던 재즈의 점수 산정 방식에서 비롯된 불신 등으로 3주 만에 자퇴를 하고 당시 서서히 주목받고 있던 런던의 재즈 신에서 활동하기 시작하였다. 재즈 밴드인 스팀 다운과 함께 공연을 하기도 했으며, 재즈 교육 단체인 투모로우스 워리어스를 통해 샤바카 허칭스나 누비야 가르시아와 같은 음악가와 교류하기도 했다. 피치포크는 "도시[런던]가 그녀의 에너지를 반영해주었다"고 표현했다. 시네프로는 "커뮤니티의 지지를 받았고, 궁극적으로는 음반을 만들기 위한 완벽한 환경이 마련되었다"고 설명하였다. 런던에서 발매한 솔로로서의 첫 작품은 2021년 8월에 나온 《Live at Real World Studios with Edward Wakili-Hick & Dwayne Kilvington》으로, 드러머인 에드워드 와킬리힉과 베이시스트인 드웨인 킬빙턴과 함께한 16분 길이의 즉흥 연주를 녹음한 라이브 음반이다.
《Space 1.8》의 작업은 2018년과 2019년에 걸쳐 이루어졌으며, 녹음은 시네프로의 자택과 원스테드에 위치한 핑크 버드 스튜디오에서 진행되었다. 시네프로는 "모든 노래에는 자신만의 시간, 세계, 장소, 감정"이 있었기 때문에 노래 제목을 방을 뜻하는 "Room"으로 통일시켰다. 그러나 이후 공간이라는 단어가 더욱 개방적일 것이라고 생각하며 "Room"을 "Space"로 바꾸었다. 음반에서 가장 먼저 만들어진 노래는 〈Space 4〉로, 가디언과의 인터뷰에서 음반 전체가 〈Space 4〉처럼 젊고 낙관적인 에너지로 가득 차 있었지만, 하드 드라이브를 잃어버리면서 음반의 분위기가 바뀌었다고 밝혔다. 시네프로는 그것이 "우주가 마치 나에게 다시 시작하라고 말하는 것 같았다"고 회상했다. 드라이브를 잃어버리기 전까지만 해도 시네프로는 자신을 하프 연주자보다는 작곡가로서 생각하고 있었기 때문에 〈Space 4〉에서는 하프의 소리가 들어가지 않았지만, 재정비의 시간을 가진 후 시네프로는 하프 연주를 하지 않았던 것을 후회한다는 것을 느끼고 하프를 구입한 후에 음반에 본격적으로 하프 사운드를 넣기 시작했다. 이후 2018년 8월부터 11월까지 집에 있는 동안에는 항상 신스를 켜고 노래를 만들거나, 다른 음악가들과의 세션 작업, 특히 잼 세션을 통해 음반에 수록될 노래들을 작업하였다. 음반의 표지는 코로나19 범유행 중에 만들었고, 시네프로는 2018년과 2019년의 행복했던 분위기를 떠올리며 디자인을 구상했다고 밝혔다.

## 음악
시네프로는 《Space 1.8》에 작곡, 프로듀싱, 엔지니어링, 믹싱 및 녹음까지 많은 부분에 관여했으며, 추가적으로 모듈러 신스와 하프까지 연주하였다. 시네프로는 음반을 일종의 치료 과정으로 생각하고 제작하였으며, 주파수가 인체에 미치는 영향이나 소리의 화학적 힘 등에 대한 탐구와 개념을 음반에 녹여냈다. 예컨대 각 노래를 녹음할 때 녹음실에 따뜻한 색의 조명을 비추었는데, 이는 각 노래의 주파수를 시각화한 것으로 〈Space 1〉은 노랑과 주황색, 〈Space 2〉에는 노랑과 어두운 파란색을 시각화한 것이다. 또 440 헤르츠 튜닝을 사용하지 않거나, 인간이 들을 수 있는 범위를 뛰어넘는 페르세우스자리 은하단 블랙홀 소리의 개념을 채택하기도 하였다. 또한 시네프로는 인터뷰에서 "스스로에게 솔직하고 규칙이 없는 음반을 만들고 싶었고, 스스로 자아를 내버려두기 위해 노력했다"라고 언급했다.
평론가들은 《Space 1.8》의 음악에 대해 앰비언트와 재즈의 결합을 주로 이야기하며, 피치포크와 더 뉴요커에서는 "앰비언트 재즈"라는 용어를 사용하였다. 시네프로를 "앰비언트 재즈의 기준"이라고 표현한 피치포크와의 인터뷰에서 나온 "앰비언트 재즈"라는 용어에 관한 질문에 "나는 최근까지 앰비언트 음악이 무엇인지 조차 몰랐다"라며 "나는 부드러운 신스를 사용하지만, 의도적으로 앰비언트 음악을 만들려고 했던 것은 아니었다"라고 밝혔다. 그 외에도 스피리추얼 재즈와 필드 리코딩, 일렉트로어쿠스틱 등이 언급되었다. 일부 평론가들은 음반의 우주풍의 스타일에 "코스믹 재즈"라는 용어로 묘사하기도 했다.
많은 평론가들이 시네프로와 《Space 1.8》의 음악을 다른 음악과들과 비교하였다. 그중에서는 같은 흑인 하프 연주자인 앨리스 콜트레인이 많이 언급됐다. 피치포크의 필립 셔번은 음반의 리뷰에서 "앨리스 콜트레인의 스피리추얼 재즈는 명백한 시금석"이라고 적은 한편 앰비언트 재즈의 부흥을 다룬 기사에서는 시네프로의 하프 연주가 필연적으로 《Journey in Satchidananda》를 발매한 앨리스 콜트레인과 비교될 수밖에 없다고 언급했다. 하지만 앰비언트 재즈와 비슷하게 시네프로는 음반 작업을 시작한 이후 콜트레인의 음악을 알게 되었다고 말하였다. 또한 평론가들은 《Journey in Satchidananda》에 색소폰으로 참여한 파로아 샌더스도 많이 비교하였는데, 특히 《Space 1.8》과 같은 해에 발매한 플로팅 포인츠 및 런던 교향악단과의 협업 음반 《Promises》를 많이 언급했다. 이외에도 재즈 하프 연주자인 도로시 애슈비, 존 하셀, 브라이언 이노 등의 이름이 거론되었다.

### 노래
음반의 첫 곡인 〈Space 1〉은 신시사이저 소리와 하프의 소리로 흐릿하게 시작되며, 하프의 글리산도 연주와 함께 새나 귀뚜라미의 울음소리를 사용하였다. 여러 평론지에서 노래의 따뜻한 분위기를 언급했고, 레지던트 어드바이저의 코너 더피는 "저녁의 찬 공기" 느낌이라고, 포커스 낵의 요나스 불은 "소니안 숲에서 마르티니크의 열대 지방까지 뻗은 에덴의 동산"이라고 표현했다. 이어지는 〈Space 2〉에서는 모듈러 및 아날로그 신시사이저를 통해 사운드가 점점 또렷해지기 시작하며, 전자 음악과 전통적인 재즈 음악으로 바뀐다. 더피는 이를 "푸르른 자연의 소리를 재즈 공연의 연기가 뿜어져 나오는 분위기와 교환한다"고 묘사했다. 그리고 제임스 몰리슨의 테너 색소폰과 라일 바턴의 피아노가 차례로 6중주의 노래를 이끌어 나가는데, 필립 셔번은 "전체 앙상블이 하나의 유기체처럼 숨을 쉰다"라고 묘사하였다. 75초 길이의 〈Space 3〉는 3시간가량 이어진 에디 힉과 웡키 로직과의 잼 세션에서 가져온 것이다. 팝매터스는 "물에 잠긴 신스에 재즈 드럼이 튀어 오르는 혼란"이라고 형용하였다. 더피는 노래를 "음반에서 가장 대담하고 흥미로운 순간"이라고 말했지만, 갑자기 노래가 끝나는 것에 "그녀가 우아한 분위기를 망치는 것이 두려워 실험을 짧게 끝내는 것처럼 느껴진다"고 언급했다. 〈Space 4〉에서는 색소폰 연주자 누비야 가르시아가 참여했다. 노래를 녹음할 당시 장미셸 바스키아가 수메르의 여신 이슈타르를 그린 그림을 보면서 녹음하였다. 노래가 진행될수록 음악의 강도가 높아지는데, 와이어는 이를 "보이지 않는 계단을 올라 구름 속으로 들어가는 것"과 같이 보인다고 표현했다. 모조는 이 부분이 관습적으로 보았을 때의 하이라이트라고 평하였으며, 피치포크도 음반 내에서 가장 카타르시스적 순간이라고 리뷰하였다.
색소폰과 하프에 초점을 맞춘 〈Space 5〉는 음반 전체를 통틀어 유일하게 보컬이 등장하는 노래로, 고음의 "우" 하는 소리가 작게 사용되었다. 또한 팝매터스의 파커 드소텔은 "모든 곡 중에서 가장 연한 순간일 것이다"라며 "ASMR로 물들여진 작은 노래"라고 묘사했다. 더피도 가장 뛰어난 투명한 사운드가 있는 부분으로 〈Space 5〉를 꼽으면서, 마치 음반의 가장 중심에 있는 것이 의도적으로 느껴진다고 평을 서술했다. 색소폰과 하이햇으로 하여금 만들어진 프리 재즈 곡 〈Space 6〉는 〈Space 5〉에서 깔린 명상적인 분위기를 드론으로 끊어낸다. 색소폰 소리와 동요하듯 움직이는 신스 소리 위에 드럼 소리가 들리는데, 드소텔은 드럼의 리듬이 좀처럼 중심을 잡지는 못하지만, 그것이 도리어 음반의 전체적인 분위기와 좋은 대조를 제공한다고 평가했다. 타악기를 사용하지 않은 〈Space 7〉에 대해 크랙 매거진과 가디언은 모두 "종교적인 질감"이라는 말을 사용하였다. 고프는 모듈러 신스의 조작에 대해 "정교한 하프에 서서히 압도되기 전 지그재그로 조용히 원형 회전하는 우주선을 본땄다"고 빗대어 설명했다. 올뮤직이 "천상의 재즈 서사시"라고 표현한 마지막 곡 〈Space 8〉은 17분 길이로, 아난세와의 즉흥 잼 세션에서 비롯되었다. 잼 세션 이후 시네프로는 최종 버전에 추가로 하프 트랙 10개, 모듈러 신스 트랙 8개, 기타 트랙 7개를 추가로 녹음하여 포함시켰다.

## 발매 및 반응
코로나19 범유행으로 인해 발매가 지연되었던 《Space 1.8》는 2021년 9월 3일 워프 레코즈를 통해 발매되었다. 일주일 후인 9월 10일에는 런던 세인트 마티아스 교회에서 발매 기념 파티가 열렸다. 음반은 벨기에의 울트라톱 음반 차트에 140위로 진입해 최고 순위 128위까지 올라갔고, 총 3주 동안 차트에 머물렀다. 영국의 인디 앨범 차트에서는 2022년 1월 27위를 기록한 후 19위로 최고 순위를 찍었다. 시네프로는 밴드캠프 위클리와의 인터뷰에서 음반을 만들 당시 5명만 들어도 행복할 것이라고 생각했는데, 발매 후 사람들의 반응을 믿을 수 없었다고 말했으며, 생각보다 LP의 판매량이 많았다고 덧붙였다. 그리고 발매 이후에 벨기에와 영국 등에서 라이브 공연을 가졌다. 그중 영국의 해크니에서의 공연은 특별한 홍보가 없었음에도 티켓 2천 장이 매진되었다.

### 평가
| 전문가 평가          | 전문가 평가 |
| 총 점수              | 총 점수     |
| 출처                 | 점수        |
| -------------------- | ----------- |
| 메타크리틱           | 85/100      |
| 평가 점수            |             |
| 출처                 | 점수        |
| 라우드 앤드 콰이어트 | 9/10        |
| 모조                 | [ 23 ]      |
| 언컷                 | 9/10        |
| 올뮤직               | [ 29 ]      |
| 재즈와이즈           | [ 6 ]       |
| 팝매터스             | 9/10        |
| 피치포크             | 8.3/10      |
| 휴모                 | [ 43 ]      |

《Space 1.8》는 평단으로부터 큰 호평을 받았다. 주요 매체의 평론 및 점수를 모아 평균을 매기는 리뷰 애그리게이터 웹사이트 메타크리틱에서는 음반에 100점 만점에 85점이 매겨졌다. 몇몇 평론가들은 《Space 1.8》이 시네프로가 발매한 첫 정규 음반인 것을 강조했는데, 올뮤직의 폴 심슨은 "뛰어나고 괄목한 데뷔"라고 평했으며, 팝매터스의 파커 드소텔은 "코스믹 재즈 고전의 판테온에 들어갈 만할" 데뷔 음반이라고 찬사를 보냈다.
모조의 편집장 존 멀비는 콜트레인의 명성과 비교되는 다른 재즈 하프 연주자와는 달리 다른 길을 찾고 있다며 음반 내의 일부 요소 현재 준 앰비언트화가 되어가는 런던의 재즈 사운드와 합쳐진다고 이야기했다. 루이스 패티슨도 언컷에 기고한 9점의 음반 리뷰에서 멀비와 같이 런던의 재즈 신에 대해 언급했다. 또한 패티슨은 시네프로의 음악이 현대성과 전통성 사이에서 균형을 이루지만, 《Space 1.8》에서는 모듈러 신스와 루프를 통해 더욱 현대적인 맛을 가미했다고 보았다.
옵저버의 키티 엠파이어와 코너 더피는 시네프로가 종양을 치료한 것을 중심으로 《Space 1.8》을 회복과 엮어서 리뷰하였다. 엠파이어는 음반을 "2021년의 청각적 구급상자에 추가된 심도 있는 회복약"이라고, 음반의 사운드를 "정밀한 정신 음향적 지식과 우아한 연주로 가득 찬 음파 목욕"이라 칭했다. 더피는 "기운 회복 및 창의성의 기분으로 우거진 공간을 만들었다"며 "시네프로의 공간은 생명으로 가득 차 있을 뿐만 아니라, 그것을 당연하게 여기지 않게 상기시켜주는 그런 소리들로 만들어졌다."고 호평했다. 라우드 앤드 콰이어트 또한 "시네프로는 소리의 힘을 사용해 실제적이고 포용적인 방식으로 듣는 이들의 마음을 움직이고 치유한다"고 극찬했다.
필립 셔번은 리뷰에서 데뷔 음반임에도 경험이 풍부한 작곡가의 작품처럼 들린다고 호평했다. 그리고 음반에 참여한 많은 다른 음악가들이 선례를 덜 신경 쓰는 것처럼 들린다며, "상호보완적으로 맞물리기보다는 음반의 8개의 곡인 〈Space 1〉에서 〈Space 8〉까지 전체적으로 참신하고 특이한 영역을 계획한다"고 평했다. 벨기에의 대중지 휴모는 "너무 빨리 '어렵다'거나 '난해하다'고 하지 말고, 《Space 1.8》이 당신의 피부 밑으로 천천히 스며들도록 해야 한다"고 청취하는 방법을 제시했다. 포커스 낵의 요나스 불은 "1등석 데뷔"라는 말을 사용하여 음반이 "전적으로 시네프로만의 코스모스"라고 긍정적인 반응을 보였다.
음반에 대한 호평이 이어짐에 따라 평론지와 평론가들의 연말 결산 목록에도 이름을 올렸다. 엠파이어는 2021년 최고의 음반 리스트 4위에 《Space 1.8》을 선정하면서 "시네프로는 상처받은 세계가 요구하는 만병통치약이었다"고 촌평을 남겼다. 그리고 크랙 매거진, 라우드 앤드 콰이어트, 피치포크, 모조에서 각각 연말 음반 결산 리스트에서 15위, 19위, 24위, 41위에 음반을 선정했다. 순위를 매기지 않은 DJ 매거진, 에스콰이어, 레지던트 어드바이저, 더 뉴요커의 셸든 피어스 및 피치포크의 재즈 및 실험음악 부분 결산에도 이름을 올렸다. 뉴욕 타임스는 2021년에 간과될 뻔한 노래 중 하나로 〈Space 5〉를 선정하였다. 《Space 1.8》은 2022년 리베라 어워드 최우수 재즈상 후보에 올랐으나, BADBADNOTGOOD의 《Talk Memory》에 밀려 수상에는 실패했다.

## 트랙 리스트
전체 작사·작곡: 날라 시네프로
| #            | 제목         | 재생 시간 |
| ------------ | ------------ | --------- |
| 1.           | 〈Space 1〉  | 4:08      |
| 2.           | 〈Space 2〉  | 4:54      |
| 3.           | 〈Space 3〉  | 1:15      |
| 4.           | 〈Space 4〉  | 6:20      |
| 5.           | 〈Space 5〉  | 4:00      |
| 6.           | 〈Space 6〉  | 4:29      |
| 7.           | 〈Space 7〉  | 1:41      |
| 8.           | 〈Space 8〉  | 17:32     |
| 총 재생 시간 | 총 재생 시간 | 44:19     |

## 차트
| 차트 (2022)                     | 최고 순위 |
| ------------------------------- | --------- |
| 벨기에 앨범 (울트라톱 플랑드르) | 128       |
| 영국 인디 앨범 (OCC)            | 19        |

## 참여진
크레딧은 LP의 라이너 노트에서 발췌했다.
| - 날라 시네프로 – 프로듀서, 녹음, 믹싱, 마스터링 (트랙 8), 신시사이저, 모듈러 신스 (트랙 1, 3, 5, 7–8), 하프 (트랙 1, 5, 7–8) - 제임스 몰리슨 – 색소폰 (트랙 2, 6) - 라일 바턴 – 피아노 (트랙 2, 4) - 셜리 테테 – 기타 (트랙 2, 5) - 제이크 롱 – 드럼 (트랙 2, 4, 6) - 루디 크레스윅 – 더블 베이스 (트랙 2) - 에디 힉 – 드럼 (트랙 3) | - 웡키 로직 – 신스 베이스 (트랙 3) - 누비야 가르시아 – 색소폰 (트랙 4) - 툼 딜런 – 더블 베이스 (트랙 4) - 아난세 – 색소폰 (트랙 5, 8) - 릭 데이비드 – 마스터링 (트랙 1–7), 믹싱 (트랙 4, 6), 녹음 (트랙 2–3, 5–6, 8) - 벤 벨 – 녹음 (트랙 4) - 마지야르 팔레반 – 디자인 - 다니엘라 요하네스 – 그림 |

### 내용주
1. ↑  와킬리힉과 킬빙턴은 각각 에디 힉과 웡키 로직이라는 이름으로 《Space 1.8》에 참여하였다.[5]
2. ↑  드소텔은 리뷰에서 〈Space 6〉의 드럼이 에디 힉의 연주라고 썼지만, 실제로 〈Space 6〉에서 드럼을 연주한 것은 제이크 롱이다.[35]

### 참조주
1. 1 2 3 4 5 6  먼로 2022.
2. 1 2 3  먼로 2022; 칼리아 2021.
3. 1 2 3 4 5  칼리아 2021.
4. ↑  딕슨 2021.
5. 1 2 3  시네프로 2021.
6. 1 2  해니건 2021a.
7. ↑  스즈키 2022.
8. 1 2 3 4  저비스 2021.
9. 1 2  부기 드러그스토어 2021.
10. ↑  도사 2021, 21쪽.
11. ↑  멀비 2021, p. 87; 더피 2021; 프리먼 2022, p. 71.
12. ↑  셔번 2021a; 피어스 2021.
13. 1 2 3 4 5 6 7  셔번 2021a.
14. ↑  심슨 2021; 엠파이어 2021a.
15. ↑  더피 2021; 고프 2021.
16. ↑  더피 2021; 드소텔 2021.
17. ↑  패티슨 2021, p. 32; 고프 2021; 드소텔 2021.
18. ↑  프리먼 2022, p. 71; 멀비 2021, p. 87; 고프 2021; 드소텔 2021; 엠파이어 2021b.
19. ↑  셔번 2021b.
20. ↑  프리먼 2022; 셔번 2021a; 엠파이어 2021b; 니우엔호버 2021.
21. ↑  고프 2021; 크랙 매거진 2021.
22. ↑  멀비 2021, p. 87; 셔번 2021a.
23. 1 2 3 4  멀비 2021, 87쪽.
24. ↑  셔번 2021a; 해니건 2021a.
25. ↑  더피 2021; 크랙 매거진 2021; 칼리아 2021.
26. 1 2 3 4 5  더피 2021.
27. 1 2 3  불 2021a.
28. 1 2 3  불 2021b.
29. 1 2 3 4  심슨 2021.
30. ↑  셔번 2021a; 시네프로 2021.
31. 1 2 3 4 5 6 7  드소텔 2021.
32. 1 2  엠파이어 2021b.
33. ↑  프리먼 2022.
34. 1 2 3 4 5  고프 2021.
35. ↑  드소텔 2021; 시네프로 2021.
36. ↑  크랙 매거진 2021; 칼리아 2021.
37. ↑  해니건 2021a; 멀비 2021.
38. 1 2  울트라톱 2021.
39. 1 2  오피셜 차트 컴퍼니 2021.
40. ↑  스테인하우트 2021; 해니건 2021b.
41. 1 2  메타크리틱 2021.
42. 1 2  패티슨 2021, 32쪽.
43. 1 2  니우엔호버 2021.
44. 1 2  엠파이어 2021a.
45. ↑  크랙 매거진 2021.
46. ↑  라우드 앤드 콰이어트 2021.
47. ↑  피치포크 2021a.
48. ↑  모조 2022, 44쪽.
49. ↑  DJ 매거진 2021.
50. ↑  베인, 밀러 & 홈스 2021.
51. ↑  레지던트 어드바이저 2021.
52. ↑  피어스 2021.
53. ↑  피치포크 2021b.
54. ↑  뉴욕 타임스 2021.
55. ↑  그레인 2022, 24쪽.
56. ↑  아스와드 2022.

### 참고 문헌
- 먼로, 재즈 (2022년 1월 24일). “Nala Sinephro Is Subverting Jazz Tradition One Immaculate Note at a Time”. 《피치포크》. 2023년 3월 15일에 원본 문서에서 보존된 문서. 2023년 6월 18일에 확인함.
- 칼리아, 아마르 (2021년 11월 17일). “‘I reach a trance state. I’m almost sleepwalking’: the mystical jazz of Nala Sinephro”. 《가디언》. 2023년 4월 15일에 원본 문서에서 보존된 문서. 2023년 6월 19일에 확인함.
- 딕슨, 윌 (2021년 8월 6일). “NALA SINEPHRO 12" OUT NOW VIA NTS”. NTS 라디오. 2022년 6월 23일에 원본 문서에서 보존된 문서. 2023년 8월 16일에 확인함.
- 시네프로, 날라 (2021년). 《Space 1.8》 (LP 부클릿). 워프. WARPLP324.
- 해니건, 크리스틴 (2021년). “Nala Sinephro: Space 1.8”. 재즈와이즈. 2023년 4월 30일에 원본 문서에서 보존된 문서. 2023년 4월 30일에 확인함. (가입 필요).
- 스즈키, 히데유키카이 (2022년 1월). “ナラ・シネフロ（Nala Sinephro）、ワープと電撃契約したUKジャズの新鋭が初作『Space 1.8』を語る” [워프와 충격적인 계약을 맺은 영국 재즈 유망주 날라 시네프로가 첫 음반 『Space 1.8』에 대해 이야기하다.]. 《바운스》 (일본어). 2023년 11월 29일에 원본 문서에서 보존된 문서. 2024년 8월 9일에 확인함 – Mikiki 경유.
- 저비스, 앤드류 (2021년 12월 28일). 《Bandcamp Weekly》 (밴드캠프). 2022년 1월 4일에 원본 문서에서 보존된 문서. 2023년 8월 15일에 확인함.
- “Nala Sinephro”. 《부기 드러그스토어》. 2021년. 2021년 10월 18일에 원본 문서에서 보존된 문서. 2023년 8월 22일에 확인함.
- 도사, 아리아케 (2021년 12월). “ナラ・シネフロ（Nala Sinephro）『Space 1.8』カリブ系ベルギー人音楽家が語るアンビエントや環境音楽、ジャズを横断した初作” [날라 시네프로(Nala SInephro) 『Space 1.8』 카리브해-벨기에 음악가가 앰비언트와 재즈를 넘나드는 첫 번째 작품에 대해 이야기한다]. 《intoxicate》 (일본어). 155호 (타워 레코드 재팬). 21쪽. 2022년 12월 25일에 원본 문서에서 보존된 문서. 2024년 8월 9일에 확인함 – Mikiki 경유.
- 멀비, 존 (2021년 12월). “Nala Sinephro”. 《모조》. 339호. 87쪽.
- 더피, 코너 (2021년 9월 28일). “Nala Sinephro - Space 1.8”. 《레지던트 어드바이저》. 2023년 5월 6일에 원본 문서에서 보존된 문서. 2023년 6월 18일에 확인함.
- 프리먼, 필 (2022년 1월). “Francisco Mora Catlett - Electric Worlds / Jeff Mills & Rafael Leafer - The Override Switch / Nala Sinephro - Space 1.8”. 《와이어》. 455호. 71쪽.
- 셔번, 필립 (2021년 9월 16일). “Nala Sinephro: Space 1.8”. 《피치포크》. 2023년 4월 15일에 원본 문서에서 보존된 문서. 2023년 4월 30일에 확인함.
- 피어스, 셸든 (2021년 12월 21일). “My Thirty Favorite Albums of 2021”. 더 뉴요커. 2023년 6월 17일에 원본 문서에서 보존된 문서. 2023년 8월 16일에 확인함. (구독 필요).
- 심슨, 폴 (2021년). “Nala Sinephro - Space 1.8”. 《올뮤직》. 2022년 9월 28일에 원본 문서에서 보존된 문서. 2023년 4월 30일에 확인함.
- 엠파이어, 키티 (2021년 12월 25일). “Kitty Empire’s best pop and rock of 2021”. 《옵저버》. 2023년 4월 10일에 원본 문서에서 보존된 문서. 2023년 6월 18일에 확인함.
- 셔번, 필립 (2021년 12월 9일). “Ambient Jazz’s Quiet, Forceful Return”. 《피치포크》. 2022년 3월 25일에 원본 문서에서 보존된 문서. 2023년 8월 17일에 확인함.
- 고프, 캣 (2021년 9월 6일). “Nala Sinephro - Space 1.8”. 《라우드 앤드 콰이어트》. 2022년 12월 13일에 원본 문서에서 보존된 문서. 2023년 4월 30일에 확인함.
- 드소텔, 파커 (2021년 11월 1일). “NALA SINEPHRO’S FIRST LP IS ONE FOR THE PANTHEON OF COSMIC JAZZ CLASSICS”. 《팝매터스》. 2022년 10월 7일에 원본 문서에서 보존된 문서. 2023년 4월 30일에 확인함.
- 패티슨, 루이스 (2021년 11월). “Nala Sinephro: Space 1.8”. 《언컷》. 294호. 32쪽.
- 엠파이어, 키티 (2021년 8월 28일). “One to watch: Nala Sinephro”. 《옵저버》. 2023년 2월 28일에 원본 문서에서 보존된 문서. 2023년 8월 15일에 확인함.
- 니우엔호버, 게르트 판 (2021년 8월 30일). “Laat ‘Space 1.8’ van Nala Sinephro traag onder uw huid kruipen” [날라 시네프로의 'Space 1.8'이 당신의 피부 밑으로 스며들게 하라] (네덜란드어). 휴모. 2021년 9월 24일에 원본 문서에서 보존된 문서. 2023년 8월 16일에 확인함. (구독 필요).
- “The Top 50 Albums of the Year”. 《크랙 매거진》. 2021년. 2023년 3월 31일에 원본 문서에서 보존된 문서. 2023년 6월 19일에 확인함.
- 불, 요나스 (2021년 12월 14일). “Wie is Nala Sinephro, de Belgische muzikale revelatie van het jaar?” [올해의 벨기에의 음악적 계시인 날라 시네프로는 누구인가?] (네덜란드어). 포커스 낵. 2022년 5월 24일에 원본 문서에서 보존된 문서. 2023년 8월 16일에 확인함. (구독 필요).
- 불, 요나스 (2021년 8월 31일). “Een van de sterkste debuten van dit jaar: ‘Space 1.8’ van de Brusselse harpiste Nala Sinephro” [올해 가장 뛰어난 데뷔 중 하나: 브뤼셀의 하프 연주자 날라 시네프로의 'Space 1.8'] (네덜란드어). 포커스 낵. 2023년 8월 15일에 원본 문서에서 보존된 문서. 2023년 8월 16일에 확인함. (구독 필요).
- “Nala Sinephro – Space 1.8”. 울트라톱. 2021년. 2022년 2월 6일에 원본 문서에서 보존된 문서. 2023년 6월 18일에 확인함.
- “SPACE 1.8 by NALA SINEPHRO”. 오피셜 차트 컴퍼니. 2021년. 2023년 7월 31일에 원본 문서에서 보존된 문서. 2023년 8월 22일에 확인함.
- 스테인하우트, 디르크 (2021년 10월 8일). “Nala Sinephro in Bozar: het auditieve equivalent van een EHBO-doos” [보자르에서의 날라 시네프로: 구급 상자와 맞먹는 청각적 경험] (네덜란드어). 포커스 낵. 2022년 11월 28일에 원본 문서에서 보존된 문서. 2023년 8월 16일에 확인함. (구독 필요).
- “Space 1.8 by Nala Sinephro Reviews and Tracks”. 《메타크리틱》. 2021년. 2022년 9월 4일에 원본 문서에서 보존된 문서. 2023년 4월 30일에 확인함.
- 해니건, 크리스틴 (2021년 10월 4일). “Nala Sinephro brings fresh, spiritual sounds to the harp at Stoke Newington album launch”. 재즈와이즈. 2021년 10월 4일에 원본 문서에서 보존된 문서. 2023년 8월 16일에 확인함.
- “Loud And Quiet Albums of the Year 2021”. 《라우드 앤드 콰이어트》. 2021년 12월 8일. 2023년 3월 30일에 원본 문서에서 보존된 문서. 2023년 8월 16일에 확인함.
- “The 50 Best Albums of 2021”. 《피치포크》. 2021년 12월 7일. 2023년 6월 2일에 원본 문서에서 보존된 문서. 2023년 8월 16일에 확인함.
- “The 75 Best Albums of 2021”. 《모조》. 296호. 2022년 1월. 44쪽.
- “DJ Mag's top albums of 2021”. DJ 매거진. 2021년 12월 15일. 2023년 5월 31일에 원본 문서에서 보존된 문서. 2023년 8월 16일에 확인함.
- 베인, 매디슨; 밀러, 맷; 홈스, 데이브 (2021년 12월 10일). “The Best Albums of 2021”. 에스콰이어. 2023년 3월 14일에 원본 문서에서 보존된 문서. 2023년 8월 16일에 확인함.
- “The Best Albums of 2021”. 《레지던트 어드바이저》. 2021년 12월 16일. 2023년 5월 31일에 원본 문서에서 보존된 문서. 2023년 8월 16일에 확인함.
- “The Best Jazz and Experimental Music of 2021”. 《피치포크》. 2021년 12월 17일. 2023년 7월 13일에 원본 문서에서 보존된 문서. 2023년 8월 16일에 확인함.
- 파렐레스, 존; 카라매니카, 존; 헤레라, 이자벨리아; 루소넬로, 조반니 (2021년 12월 31일). “15 Songs We Almost Missed This Year”. 《뉴욕 타임스》. 2021년 12월 31일에 원본 문서에서 보존된 문서. 2023년 8월 23일에 확인함. (구독 필요).
- 그레인, 폴 (2022년 3월 23일). “Japanese Breakfast, Arlo Parks, Jason Isbell & More Nominated for 2022 A2IM Libera Awards: Full List” (PDF). 《빌보드 불레틴》 (빌보드). 23–25쪽. 2023년 5월 10일에 원본 문서 (PDF)에서 보존된 문서. 2024년 9월 11일에 확인함.
- 아스와드, 젬 (2022년 6월 17일). “Japanese Breakfast, Wet Leg, Madlib Lead Winners at A2IM’s Indie Libera Awards”. 버라이어티. 2022년 6월 28일에 원본 문서에서 보존된 문서. 2024년 9월 11일에 확인함.